# Pułk Milicji Konnej Ziemi Mielnickiej
Pułk Milicji Konnej Ziemi Mielnickiej – polski oddział kawalerii wchodzący w skład wojsk powstańczych okresu insurekcji kościuszkowskiej.

## Formowanie
Pułk sformowany został w 1794 na terenie ziemi mielnickiej przez gen. mjr. Jana Niemirę. Początkowo zamierzano tworzyć milicję pieszą, ale  5-dymowi rekruci oddawani byli do 15 regimentu koronnego pieszego. 23 czerwca Niemira zaproponował Tadeuszowi Kościuszce sformowanie pułku milicji konnej z rekruta 50-dymowego. 1 lipca miał już kilku ochotników konnych, których musiał jednak używać do konwojowania pieszych kantonistów odsyłanych do Warszawy. 18 sierpnia gen. lejtn. Jakub Jasiński rozkazał Niemirze odesłać do obozu gen. mjr. Baranowskiego wszystkich swoich żołnierzy. 24, sierpnia Niemira osobiście przyprowadził Baranowskiemu 100 konnych, w dwa dni później dołączyło jeszcze kolejnych 100. 13 października pułk liczył 235 ludzi, 235 koni i wchodził w skład dywizji Ponińskiego. 

## Żołnierze pułku
Organizatorem i dowódcą pułku był gen. mjr ziemi mielnickiej Jan Niemira. W pułku służyli też: por. Jan Milewski, por. Jan Wysocki, por. Michał Szubieniewicz i chor. Adolf Kukiel.